# 123. Infanterie-Division (Wehrmacht)
La 123. Infanterie-Division fu una divisione dell'esercito tedesco attiva durante la seconda guerra mondiale, che venne formata nel 1940 e schierata lungo il Fronte Orientale dove fu sciolta nel 1944.

## Storia
La divisione fu costituita il 5 ottobre 1940 nell'area di addestramento militare di Regenwurmlager vicino a Meseritz, era composta da membri della 23. Infanterie-Division, della 257. Infanterie-Division, da parti della 3. Infanterie-Division (mot.) e lo squadrone di cavalleria della 18. Infanterie-Division. 
Nell'aprile 1941 la divisione venna trasferita nella Prussia orientale da dove a partire dal 22 giugno prese parte all'Operazione Barbarossa. Avanzò fino all'area di Demjansk; nel gennaio 1942 la divisione rimase intrappolata nella sacca di Demjansk, rimase qui anche dopo l'apertura della sacca nell'aprile 1942. Dopo che l'area intorno a Demjansk fu sgomberata nel marzo 1943, la divisione si trasferì ad ottobre nell'area di Zaporož'e, dove venne decimata nel febbraio 1944 a causa di pesanti combattimenti difensivi; venne sciolta il 1º marzo 1944.

## Ordine di battaglia
- Infanterie-Regiment 415
- Infanterie-Regiment 416
- Infanterie-Regiment 418
- Artillerie-Regiment 123
- Pionier-Bataillon 123
- Feldersatz-Bataillon 123
- Panzerjäger-Abteilung 123
- Aufklärungs-Abteilung 123
- Divisions-Nachrichten-Abteilung 123
- Divisions-Nachschubführer 123[1]

## Decorazioni
Alcuni soldati della 123. Infanterie-division furono premiati per le loro azioni in guerra:
- Croce Tedesca
  - in oro: 20
  - in argento: 1
- Croce di Cavaliere della croce di ferro: 10
  - Croce di Cavaliere con foglie di quercia: 2

## Comandanti
- General der Infanterie Walter Lichel (5 ottobre 1940 - 6 agosto 1941)
- Generalleutnant Erwin Rauch (6 agosto 1941 - 17 ottobre 1943)
- Generalleutnant Erwin Menny (17 ottobre 1943 - 1º novembre 1943)
- Generalleutnant Erwin Rauch (1º novembre 1943 - 15 gennaio 1944)
- Generalmajor Louis Tronnier (15 gennaio 1944 - 1º marzo 1944)[1]